# Ove Skou Rederiaktieselskab
Ove Skou Rederiaktieselskab, kurz Ove Skou, war ein von 1935 bis Mitte der 1990er Jahre bestehendes Schifffahrtsunternehmen mit Sitz in Kopenhagen.

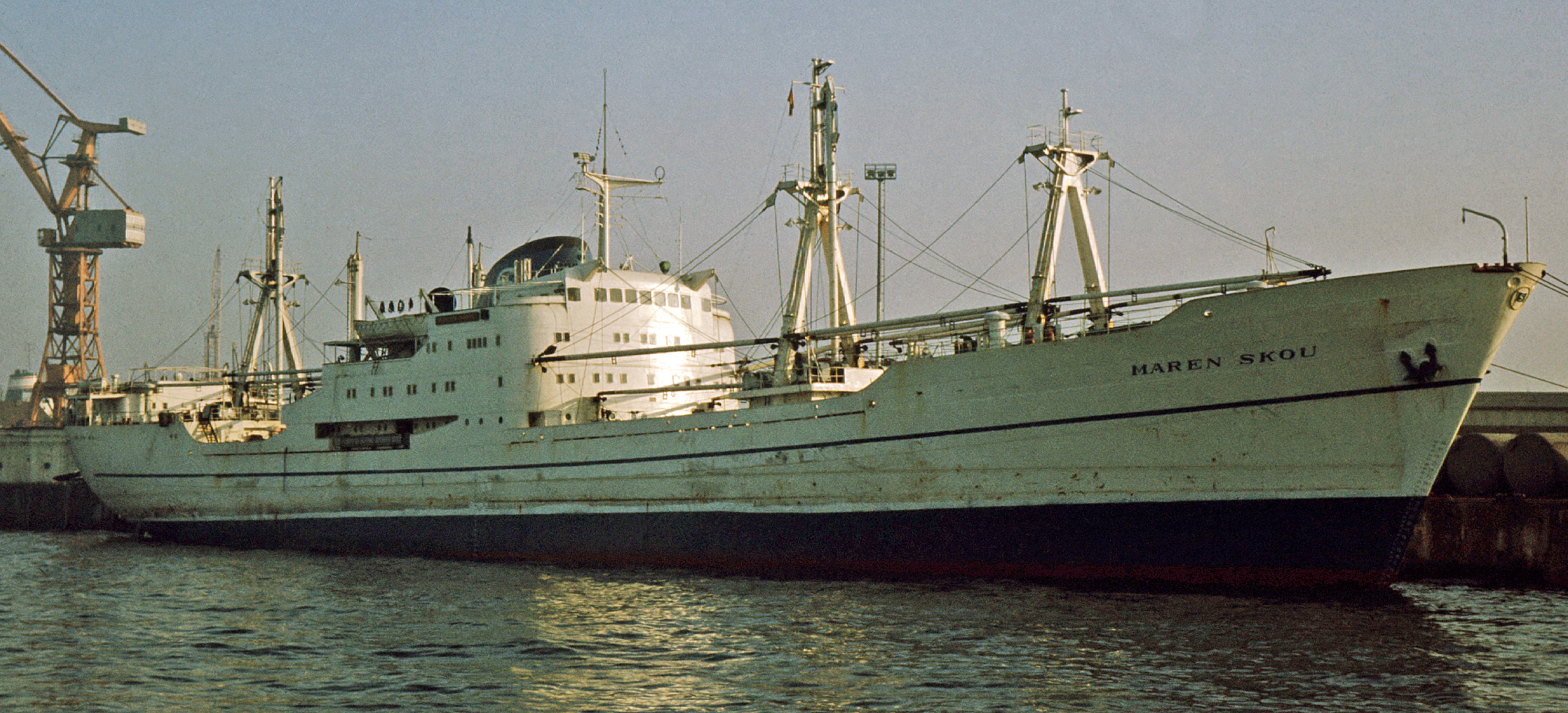
Maren Skou wurde 1961 von den Kieler Howaldtswerken gebaut

## Geschichte
Der Unternehmensgründer Ove Skou arbeitete in den 1920er Jahren zunächst mit Theophilus Hansen in der Bereederung einiger Schiffe zusammen, bevor er 1929 mit Hansen das Brennstoffimportunternehmen Hovedstaden Kulimport A/S gründete, dessen Leitung er übernahm. Am 31. Oktober 1935 gründete Skou schließlich die Reederei Dampskibsselskabet Ove Skou. Im Jahr 1937 folgte die Gründung der Dampskibsselskabet af 1937. Zu Beginn des Zweiten Weltkriegs betrieb Ove Skou fünf Schiffe. Nachdem die Reederei vor dem Krieg ausschließlich ältere Gebrauchttonnage betrieben hatte, vergrößerte Ove Skou seine Flotte in den Nachkriegsjahren mit zahlreichen Neubauten. Die beiden Gesellschaften Dampskibsselskabet Ove Skou und Dampskibsselskabet af 1937 wurden 1961 zur Ove Skou Rederiaktieselskab verschmolzen. 1964 kam mit der Skou Navigation A/S ein neues Unternehmen hinzu, das aber im Oktober 1973 wieder aufgelöst wurde. Um 1970 waren etwa 800 Seeleute und rund 100 Personen im Landbetrieb beschäftigt. Als Ove Skou im Jahr 1974 starb, war seine Reederei mit einer Flotte von 26 Schiffen das drittgrößte Schifffahrtsunternehmen in Dänemark nach Mærsk und der EAC. Im Jahr 1980 wurde mit der Reederei Skou Navigation Limited in Monrovia der erste nicht in Dänemark angesiedelte Unternehmensteil gegründet. Benny Skou, die Witwe von Ove Skou, veräußert das gesamte Aktienkapital im Jahr 1985. In den beiden darauf folgenden Jahren wurden weitere Unternehmensteile gegründet, 1986 die Reederei Ove Skou Shipping in Singapur und 1987 das Beratungsunternehmen Skou International Services ApS. Ab 1990 arbeitete Skou International A/S mit der Firma Tschudi & Eitzen im Gemeinschaftsunternehmen Site-International A/S zusammen. Ein Jahr darauf übernahm Tschudi & Eitzen Ove Skou und bald darauf auch alle Anteile an der Site-International A/S. Das letzte Schiff der Site International Baltic Skou A/S wurde 1995 verkauft.